# Svalbard museum

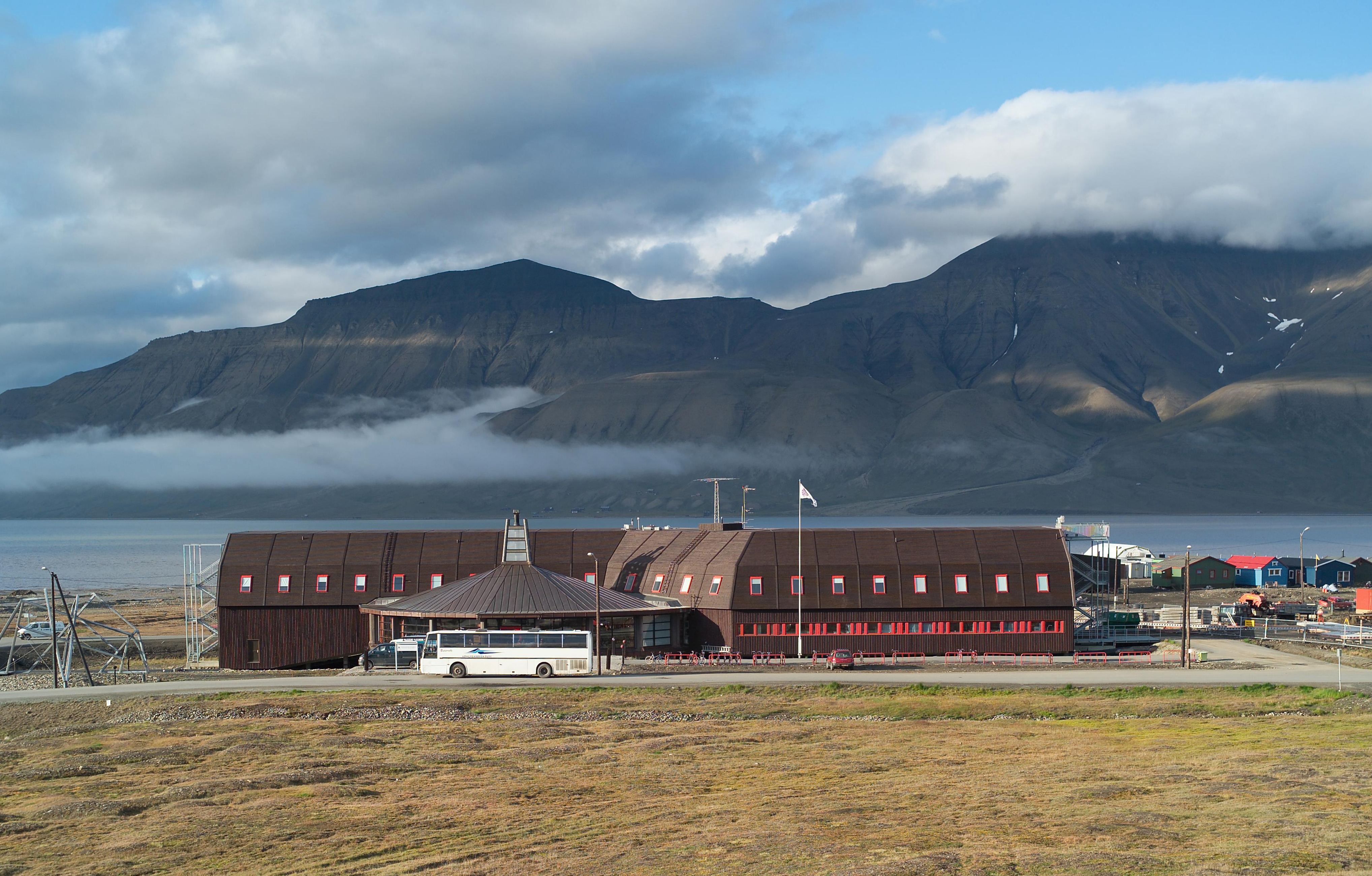
Svalbard Forskningspark, med Svalbard Museum.

Svalbard museum är ett natur- och kulturhistoriskt museum för Svalbard och Arktis. 
Svalbard museum ligger i Longyearbyen och öppnade 1979. Fram till 2006 var museet lokaliserat i det tidigare gristallet (78°13′02.75″N 15°37′00.44″Ö / 78.2174306°N 15.6167889°Ö) och från april 2006 ligger det i Svalbard Forskningspark. Det har en samling på drygt 1700 föremål och är samlokaliserat med det i februari 2015 öppnade Kunsthall Svalbard.
Svalbard museum drivs sedan 2006 av en stiftelse, som bildades av Longyearbyens lokalstyre, Store Norske Spitsbergen Kulkompani, Universitetssenteret på Svalbard, Norsk Polarinstitutt och Sysselmannen på Svalbard. 